# Хомянка
Хомянка (укр. Хом'янка) — село на Украине, находится в Брусиловском районе Житомирской области.
Население по переписи 2001 года составляет 21 человек. Занимает площадь 4,5 км².

## Адрес местного совета
12615, Житомирская область, Брусиловский р-н, с. Лазаревка, ул. Набережная, 5